# Station Menden (Sauerland)
Station Menden (Sauerland) is een spoorwegstation in de Duitse plaats Menden (Sauerland). Het station werd in 1872 geopend.